# Müsliegg
Die Müsliegg ist ein 1427 m ü. M. hoher Pass zwischen Alpthal im Norden und Schwyz im Süden im gleichnamigen Kanton. Hier kreuzt der Grat-Weg auf dem in Ost-West-Richtung laufenden „Sieben-Egg-Weg“ (Fuederegg–Spirstock–Windegg–Sternenegg–Ibergeregg–Müsliegg–Stäglerenegg–Holzegg), der etwa dreieinhalb Stunden Wanderzeit benötigt. Nördlich befindet sich das Quellgebiet der Alp. Auf dem Höhengrat befinden sich 250 Meter östlich eine Alpwirtschaft.